# Doble Zero
Doble Zero va ser una banda de rock dur formada en les localitats valencianes d'Aldaia i Alaquàs l’any 1976. Els seus components inicials foren Vicente Comes (veu), Miguel Yniesta i Adolfo Barberà (guitarres), José Payá (bateria) i Juan Segura (baix). Al poc temps de formar-se el grup Miguel marxa al servei militar i es substituït per Miguel Ángel Montero.
En 1977 enregistren el seu primer i únic disc en l'època, que apareix a la venda l’any següent amb el nom de Abre tu mente sota el segell Discos Dial. El disc inclou 8 cançons, dos d’elles cantades en valencià, amb un rock dur i contundent i unes lletres reivindicatives. Uns anys després, alguns dels components comencen a formar part d'altres grups més en la línia del techno que començava a estilar-se a l’època, i finalment, el 1980 el grup es desfà. Vint-i-cinc anys després la formació inicial es reuneix per celebrar l’efemèride i enregistren un nou àlbum Vivitos i cañeando (IP, 2006), amb cançons noves.